# Apure (fiume)
L'Apure (in spagnolo Río Apure) è un fiume del Venezuela occidentale e uno dei principali affluenti dell'Orinoco.
Nasce con il nome di Uribante, dalla sorgente nel Páramo del Batallón (3.912 metri). Tale fiume prende il nome di Apure solo quando i suoi due principali affluenti di montagna, l'Uribante e il Sarare, confluiscono in un solo fiume. La maggior parte dei piccoli corsi d'acqua che formano il fiume Apure, originano dall'altopiano venezuelano della Cordillera de Mérida e solo alcuni piccoli affluenti del fiume Sarare provengono dalla Cordillera Orientale nelle Ande colombiane.
Il fiume dà il nome allo Stato venezuelano omonimo di cui forma il confine settentrionale.
Dopo circa 1.038 km l'Apure si getta nell'Orinoco, a venti chilometri ad ovest di Cabruta. Il fiume è navigabile per quasi tutto il suo corso e il suo bacino è di circa 147.000 km².

## Affluenti
Presenta numerosi affluenti alla riva sinistra, provenienti dal versante meridionale delle Ande venezuelane; dalla riva destra non giungono affluenti significativi, ma vi sono canali naturali o scarichi che lo intercettano con il río Arauca e i suoi affluenti.
- alla sinistra: 
  - río Uribante,
  - Río Torbes;
  - rió Chururú;
  - rio burgua;
  - rió Doradas;
  - río Caparo;
  - río Michay;
  - río Pagüey;
  - río Santo Domingo (200 km);
  - río Masparro;
  - río Portuguesa (600 km e 80.000 km2);
  - río Guárico (525 km) (alcuni autori lo considerarono affluente diretto del río Orinoco);
  - río Guariquito;
- alla riva destra:
  - río Sarare;
  - río Caucagua.